# 4-氯苯甲酸
4-氯苯甲酸是一种有机化合物，化学式为ClC6H4CO2H。它是白色固体，可溶于一些有机溶剂和碱的水溶液中。它可由4-氯甲苯的氧化反应制得。高锰酸钾氧化法会先得到4-氯苯甲酸钾，滤出二氧化锰后，再经硫酸酸化，析出白色的4-氯苯甲酸沉淀。